# 阿德勒·阿卜杜拉
阿德勒·阿卜杜拉 （عادل عبد الله Adel Abdullah，1984年1月12日—），是一名叙利亚职业足球运动员，现效力于叙利亚球会阿尔喀拉马。

## 俱乐部生涯
阿卜杜拉2004年在叙利亚球队贾伊什开始职业足球生涯，2008年转投至阿勒颇伊蒂哈德。由于他在亚洲杯预选赛客场0比0逼平中国队的比赛中表现出色，引起中国足球超级联赛升班马南昌八一注意，1月18日，南昌八一宣布和阿卜杜拉签约两年。
但阿卜杜拉却始终无法适应中国联赛的节奏，在联赛间歇期离开球队，回到叙利亚国内球会阿尔喀拉马。

## 国家队生涯
阿卜杜拉在2008年开始入选叙利亚国家队，他在2010年世界杯预选赛中为国家队出场6次。